# Жихарев, Степан Сергеевич
Степан Сергеевич Жихарев (1861—1930) — русский врач.

## Биография
Происходил из дворян Тамбовской губернии. Родился 16 ноября 1861 года[по какому календарю?] в семье сенатора Сергея Степановича Жихарева. Окончил Тамбовскую мужскую гимназию (1880) и медицинский факультет Киевского университета (по другим данным медицинский факультет Дерптского университета). После чего принимал участие в экспедиции по исследованию проказы в Донской области. В 1892 году был командирован на Урал для борьбы с эпидемией во время голодовки.
Впоследствии, для изучения холеры Жихарев совершил поездку в Египет и Аравию, а затем в Мекку. Им были составлены два очерка «Поездка к пирамидам Сахары» и «У дервишей».
В 1902 году принимал участие в международном конгрессе врачей в Мадриде.
В 1906 году получил чин коллежского советника.
В январе 1907 года вступил в масонскую ложу. Член-основатель при инсталляции ложи. Помогал материально боевой организации партии эсеров. Сотрудничал в «Иллюстрированном вестнике».
После 1917 года работал в Ленинградском институте мозга и в органах здравоохранения. В 1928 году получил разрешение на поездку для лечения от грудной жабы в Париж.
Умер 18 июля 1930 года в Булонь-сюр-Мер.

## Семья
Первая жена — Надежда Васильевна Козырева (?—1892);
Вторая — Ксения Михайловна Лазерева, с которой развёлся в 1908 году;
Третья — Анна Петровна Брызгалова (1886—1975).
Дети: Николай и приёмный сын Михаил.

## Труды
- Несколько слов о применении спермина при цынге / Д-р С. С. Жихарев. — СПб.: тип. Имп. Акад. наук, 1893. — 12 с.
- Терапевтическое значение спермина (sperminum poehl) / Д-р С. С. Жихарев. — СПб.: тип. Имп. Акад. наук, 1893. — 26 с.
- К учению о «месячных»: Дис. на степ. д-ра мед. С. С. Жихарева. — СПб.: Губ. тип., 1896. — IV, 2, 323 с., 11 л. граф.